# Gavril Bodor
Gavril Bodor (n. 1858, Vecherd – d. 1922, Oradea) a fost un delegat în Marea Adunare Națională de la Alba Iulia, organismul legislativ reprezentativ al „tuturor românilor din Transilvania, Banat și Țara Ungurească”, cel care a adoptat hotărârea privind Unirea Transilvaniei cu România, la 1 decembrie 1918.

## Biografie
Gavril Bodor, s-a născut în 1858 la data de 15 octombrie în comuna Vecherd, județul Bihor. A decedat în 1922 la data de 3 Septembrie, în Oradea, unde este și înmormântat.

## Activitatea politică
Gavril Bodor a fost delegat al Cercului Berecio-Uifalău în Marea Adunarea Națională de la Alba Iulia din 1918.